# لا سلوا بیچ (کالیفرنیا)
لا سلوا بیچ (به انگلیسی: La Selva Beach) یک منطقهٔ مسکونی در ایالات متحده آمریکا است که در شهرستان سانتا کروز، کالیفرنیا واقع شده‌است. لا سلوا بیچ ۱۳٫۷۱۸ کیلومتر مربع مساحت و ۲٬۸۴۳ نفر جمعیت دارد و ۴۶٫۰۳ متر بالاتر از سطح دریا واقع شده‌است.